# Manuel
Manuel és un municipi del País Valencià que es troba a la comarca de la Ribera Alta. El municipi forma una conurbació amb la veïna població de L'Énova.
Limita amb l'Ènova, la Pobla Llarga, Sant Joanet, Senyera i Castelló (a la mateixa comarca); i amb Xàtiva (a la Costera).

## Geografia
Està situat en el sector meridional de la comarca, en el marge dret del riu Albaida. Per la part oriental penetra la serra Valenta, petita elevació muntanyosa de 129 metres d'altitud, composta de calcàries terciàries, que s'obri cap al pla quaternari que ocupa tota la meitat nord del terme. El riu Albaida travessa el terme de sud-est a nord-oest i al seu marge esquerre s'eleven els pujols de Les Salines, que tenen una altitud màxima de només 109 metres.
El nucli urbà es troba en la vessant del pujol que s'obri cap a la vall del Xúquer, prop del riu Albaida, i es trobava partit en dos per la línia fèrria.

## Història
Antiga alqueria islàmica de la qual, en 1467, el senyor territorial era Vicent Ferrer, cavaller de Xàtiva; en 1496 passà a Joan de Tallada i en 1515 es vincula en baronia. Posteriorment fou propietat dels Quintana i dels comtes de Castellar i Carlet.
En 1609 romangueren deshabitades les 31 cases de moriscs que hi havia. En 1611 es dona carta pobla i en 1663 torna a haver-hi 40 cases habitades. El 17 d'abril de 1706, durant la Guerra de Successió, les tropes Borbòniques van cremar el poble de Manuel. Durant la Guerra de Successió, el poble de Manuel, situat a la comarca valenciana de la Ribera Alta, va tenir un paper significatiu. La "crema del poble de Manuel" fa referència a un episodi històric conegut com la "Rereguarda de Manuel". En aquesta ocasió, el 1707, l'exèrcit borbònic, partidari del candidat Felip d'Anjou al tron espanyol, va cremar el poble de Manuel com a represàlia per la resistència que els habitants del poble oferiren a l'avanç de les tropes borbòniques cap a València. Aquesta acció va ser part de les conseqüències de la Batalla d'Almansa, un dels esdeveniments clau de la Guerra de Successió.Antoni Josep Cavanilles i Palop conta que, en 1795, produïa arròs, seda, forment i dacsa; des de 1782 s'explotaren, per ordre de Carles III, unes salines que hi havia al seu terme.

## Demografia
| 1990  | 1992  | 1994  | 1996  | 1998  | 2000  | 2002  | 2004  | 2006  | 2007  |
| ----- | ----- | ----- | ----- | ----- | ----- | ----- | ----- | ----- | ----- |
| 2.486 | 2.436 | 2.472 | 2.411 | 2.425 | 2.426 | 2.436 | 2.497 | 2.533 | 2.570 |

## Economia
Basada tradicionalment en l'agricultura.

## Política i Govern

### Composició de la Corporació Municipal
El Ple de l'Ajuntament està format per 11 regidors. En les eleccions municipals de 26 de maig de 2019 foren elegits 6 regidors de Compromís per Manuel (Compromís), 4 del Partit Socialista del País Valencià (PSPV-PSOE) i 1 del Partit Popular (PP).
| Eleccions municipals de 26 de maig de 2019 - Manuel |                                          |                                     |                                     |        |          |          |
| Candidatura | Candidatura                              | Candidatura                         | Cap de llista                       | Vots   | Vots     | Regidors |
| | Compromís per Manuel                     |                                     | Purificación Atienza Boronat        | 656    | 48,38%   | 6 (+2)   |
| | Partit Socialista del País Valencià-PSOE |                                     | Ricardo Rovira Ordiñana             | 539    | 39,75%   | 4 (+2)   |
| | Partit Popular                           |                                     | Daniel Perales Beltrán              | 144    | 10,62%   | 1 ()     |
| | Altres candidatures                      |                                     |                                     |        |          | 0 ( -4)  |
| | Vots en blanc                            |                                     |                                     | 17     | 1,25%    |          |
| Total vots vàlids i regidors | Total vots vàlids i regidors             | Total vots vàlids i regidors        | Total vots vàlids i regidors        | 1.356  | 100 %    | 11       |
| | Vots nuls                                | Vots nuls                           | Vots nuls                           | 32     | 2,31%    |          |
| Participació (vots vàlids més nuls) | Participació (vots vàlids més nuls)      | Participació (vots vàlids més nuls) | Participació (vots vàlids més nuls) | 1.388  | 71,88%** |          |
| Abstenció | Abstenció                                | Abstenció                           | Abstenció                           | 543*   | 28,12%** |          |
| Total cens electoral | Total cens electoral                     | Total cens electoral                | Total cens electoral                | 1.388* | 100 %**  |          |
| Alcaldessa: Purificación Atienza Boronat (Compromís) (15/06/2019) Per ser la llista més votada, després de no haver obtingut majoria absoluta dels regidors (5 de Compromís) |                                          |                                     |                                     |        |          |          |
| Fonts: JEC, JEZ Xàtiva, M. Interior, Periòdic Ara. (* No són vots sinó electors. ** Percentatge respecte del cens electoral.)                                                |                                          |                                     |                                     |        |          |          |

### Alcaldes
Des de 2019 l'alcaldessa de Manuel és Pura Atienza Boronat (Compromís).
| Període                       | Alcalde o alcaldessa                            | Partit polític | Data de possessió     | Observacions       |
| ----------------------------- | ----------------------------------------------- | -------------- | --------------------- | ------------------ |
| 1979–1983                     | Carlos Terraillón Benito                        | PSPV-PSOE      | 19/04/1979            | --                 |
| 1983–1987                     | Francisco Grau Pastor                           | PSPV-PSOE      | 28/05/1983            | --                 |
| 1987–1991                     | Francisco Sanz Ferris                           | PSPV-PSOE      | 30/06/1987            | --                 |
| 1991–1995                     | Ernest Pallás Garrido                           | UPV            | 15/06/1991            | --                 |
| 1995–1999                     | n/d José Cambra Bueno                           | n/d GIP        | 17/06/1995 01/06/1996 | n/d --             |
| 1999–2003                     | Ramiro Monroig Zamorano Salvador Alberola Soler | PSPV-PSOE PP   | 03/07/1999 10/07/2001 | Pacte de Govern -- |
| 2003–2007                     | José Cambra Bueno                               | GIP            | 14/06/2003            | --                 |
| 2007–2011                     | José Cambra Bueno                               | GIP            | 16/06/2007            | --                 |
| 2011–2015                     | José Cambra Bueno                               | GIP            | 11/06/2011            | --                 |
| 2015–2019                     | Josep Antoni Pastor Pons                        | Compromís      | 13/06/2015            | --                 |
| 2019-2023                     | Pura Atienza Boronat                            | Compromís      | 15/06/2019            | --                 |
| Des de 2023                   | n/d                                             | n/d            | 17/06/2023            | --                 |
| Fonts: Generalitat Valenciana |                                                 |                |                       |                    |

## Llocs d'interés
- Església de Santa Anna. El seu estil és toscà. És l'únic monument ressenyable, construïda en el segle xviii i restaurada després de la guerra de 1936-39 afegint-lo llavors una controvertida rematada al campanar. A la fi de la dècada dels 80 es va modificar completament la part superior del campanar i es va restaurar i va endreçar el mateix fins a la seva base.
- Les Salines, declarat Paratge Natural Municipal

## Fills il·lustres
- Godofredo Garrigues Perucho (Manuel, 1905 - 1990) fou un compositor, director de banda i professor de música
- Calixto Pérez Guarner (1797-1881), mestre de capella i organista.
- Francisco Pérez Guarner (1787-1822), compositor i organista.